# كاتسوهيتو إيواي
كاتسوهيتو إيواي (باليابانية: 岩井克人؛ بالكانا: いわい かつひと) هو اقتصادي ياباني، ولد في 13 فبراير 1947 في طوكيو في اليابان.